# Neptuneinae
Neptuneinae es una subfamilia taxonómica de moluscos gasterópodos marinos de tamaño grande, a menudo conocidos como buccinos.

## Características
Tienen conchas grandes, que alcanzan hasta los 240 mm de largo, con forma ampliamente fusiforme,  aguja alta y canal sifonal corto a mediano, a menudo curvado abaxialmente. es moderadamente grande.

## Distribución
Esta subfamilia se la encuentra en el Pacífico norte templado a través del Ártico hasta el Atlántico norte templado, desde profundidades submareales hasta profundidades batiales inferiores.

## Géneros
Dentro de esta subfamilia se identifican los siguientes géneros:
- Aulacofusus Dall, 1918
- Laevisipho J. H. McLean & R. N. Clark, 2023
- Neptunea Röding, 1798

Sinonimias
- Barbitonia Dall, 1916 aceptada como Neptunea (Barbitonia) Dall, 1916 representada como Neptunea Röding, 1798
- Chrysodomus Swainson, 1840 aceptado como Neptunea Röding, 1798 (sinónimo menor)
- Costaria Golikov, 1977 aceptada como Neptunea Röding, 1798
- Golikovia Habe & Sato, 1973 aceptado como Neptunea (Golikovia) Habe & Sato, 1973 aceptado como Neptunea Röding, 1798
- Neptunia Locard, 1886 aceptada como Neptunea Röding, 1798 (enmienda injustificada)